# Guntherstraße
Guntherstraße ist der Name des statistischen Bezirks 12 in der Nürnberger Südstadt, der einen Teil des Weiteren Innenstadtgürtels Süd bildet. Umgangssprachlich werden Guntherstraße und Glockenhof wegen ihrer Straßennamen, die der Nibelungensage entstammen, auch Nibelungenviertel genannt.

## Geographie
Der Bezirk Guntherstraße wird im Norden von der Wodanstraße, im Osten von der Münchener Straße, im Süden von der Frankenstraße und im Westen von der Allersberger Straße begrenzt.
Der nordöstliche Teil des Bezirksgebiets liegt auf der Gemarkung 3424 Gleißhammer und der südwestliche auf der Gemarkung 3423 Gibitzenhof.

## Geschichte
1906, zur bayerischen Landesausstellung, begann die Nutzung der Flächen zwischen Bahnhof und Dutzendteich. Bis in die 1920er Jahre wurden die Flächen im Bereich Guntherstraße mit Villen bebaut, im Gegensatz zu den übrigen Teilen der Südstadt, die für Industrieflächen und Arbeiterwohnungen genutzt wurden.
Im südwestlichen Teil des Bezirks, an der Ecke Allersberger Straße/Frankenstraße, wo sich heute das Nürbanum befindet, wurde das TeKaDe-Werk errichtet.